# Centralny Dworzec Pocztowy

Der Centralny Dworzec Pocztowy (Abk.: CDP, dt.: Zentrale Poststation) war ein Bahnhof in Warschau, dessen Bau 1936 begann und der aufgrund des Ausbruchs des Zweiten Weltkriegs nie fertiggestellt oder in Betrieb genommen wurde. Im Krieg umkämpft und zerstört, wurden Reste und Ruinen später abgetragen. Der Gebäudekomplex, der neben dem Bahnhof über eine mehrstöckige Garage und mehrere Bürogebäude verfügen sollte, wäre bei Fertigstellung die weltweit größte Anlage ihrer Art gewesen. Er lag auf einem rund 4 Hektar großen, etwa rechteckigen Gelände zwischen den Straßen Aleje Jerozolimskie, Ulica Żelazna, Ulica Chmielna und Ulica Towarowa zwischen den Bahnhöfen Dworzec Główny und Warszawa Zachodnia. Auf einem Teil dieses Geländes befand sich bis zu seinem Abriss 1915 der Dworzec Kaliski.

## Geschichte
Die Poststation sollte die gesamte Warschauer sowie durchlaufende Post verarbeiten. Dazu war geplant, im Gebäudekomplex das Bezirkspaketpostamt, das Post- und Zollamt, das Versandbüro sowie Bürogebäude für Post- und Telegraphenabteilungen, Lager-, Sortier- und Wirtschaftsräumlichkeiten wie auch Dienstwohnungen unterzubringen. Das sich an der Ulica Chmielna erstreckende Hauptgebäude sollte rund 250 Meter lang und damit das längste Gebäude Warschaus sein. Das Bahnhofsgelände lag an der 1933 eröffneten Linia Średnicowa, über die der Postbahnhof mit den je rund 1000 bzw. 2000 Metern entfernten Bahnhöfen Dworzec Główny und Warszawa Zachodnia und damit mit dem gesamten Schienennetz Warschaus verbunden werden sollte.
Die Bahnhofsanlage wurde teilweise auf dem Gelände des ehemaligen Dworzec Kaliski errichtet. Die von dem auf Stahlbetonbau spezialisierten Unternehmen Pale Franki w Polsce durchgeführten Bauarbeiten begannen 1936. Da der intensive Verkehr auf der hier in einem Grabentrog verlaufenden Linia Średnicowa ununterbrochen fortgesetzt wurde, waren die Tiefbauarbeiten für den angrenzenden Bahnhof besonders aufwändig. Der Komplex war im funktionalistischen Stil von Józef Szanajca entworfen worden. Die Stahlbetonkonstruktion basierte auf Planungen von Wenczesław Pic. Die Planungen waren nicht nur bezüglich der Dimensionen ambitioniert. So sollte eine mehrgeschossige oberirdische Garage (die erste Warschaus) für 400 Lieferwagen der Post und auf einer Betonplatte über der Gleisanlage sogar ein 7000 Quadratmeter großer Landeplatz für kleine Luftpostflugzeuge und -hubschrauber entstehen, obwohl Polen zu Baubeginn nur über einen einzigen Hubschrauber verfügte.

## Zweiter Weltkrieg
Die Fertigstellung der Anlage war bis zum Jahr 1941 geplant; sie konnte wegen Ausbruch des Zweiten Weltkriegs nicht realisiert werden; ein Flügel sowie die Innenausstattung blieben unvollendet, auch wenn die Arbeiten zum Teil in der deutschen Besatzungszeit fortgeführt wurden. Eine Teilnutzung begann Mitte September 1941. So wurde in dem teilweise fertiggestellten Büroflügel an der Ulica Chmielna das „Postheim“ als Unterkunft für deutsche Soldaten untergebracht. Die deutschen Behörden ließen das Bauwerk in Tarnfarben anstreichen.
Zu Beginn des Warschauer Aufstandes wurde der Bahnhof Anfang August 1944 von Einheiten (Chrobry II, Gurta) der Heimatarmee eingenommen. Dabei kam es zu leichten Beschädigungen an den Gebäuden. Die Aufständischen sprengten die Gleise der Linia Średnicowa und verbarrikadierten sich an dieser strategisch wichtigen Stelle (Ausfallstraße Aleje Jerozolimskie); sie konnten die Anlage trotz mehrerer Angriffe deutscher Truppen (u. a. von der 19. Panzer-Division) bis zur Niederschlagung des Aufstandes zwei Monate später halten. Wegen des erfolgreichen Widerstandes gegen stark überlegene Einheiten wurde die Anlage als „Żelazna Twierdza“ (dt.: Eiserne Festung) bezeichnet. Während der Kampfhandlungen und nach dem Aufstand wurde der Komplex großteils zerstört.

## Nachkriegszeit

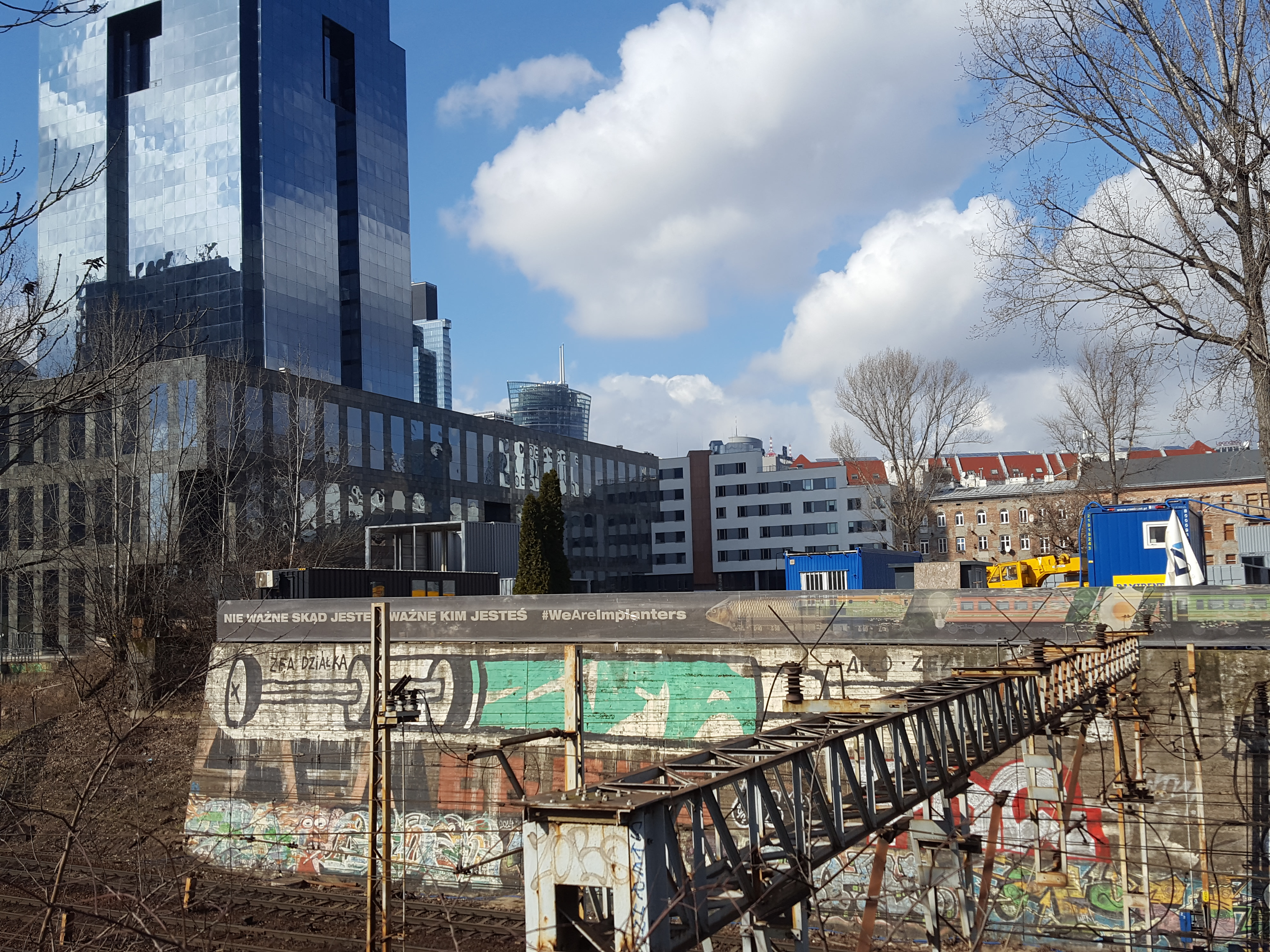
Der Gleistrog der tiefgelegten Linia Średnicowa im Jahr 2021. Rechts oberhalb der Betonmauer befindet sich das ostwärtige Gelände des ehemaligen CDP, links steht der mit dem Warta Tower bebaute westliche Teil.

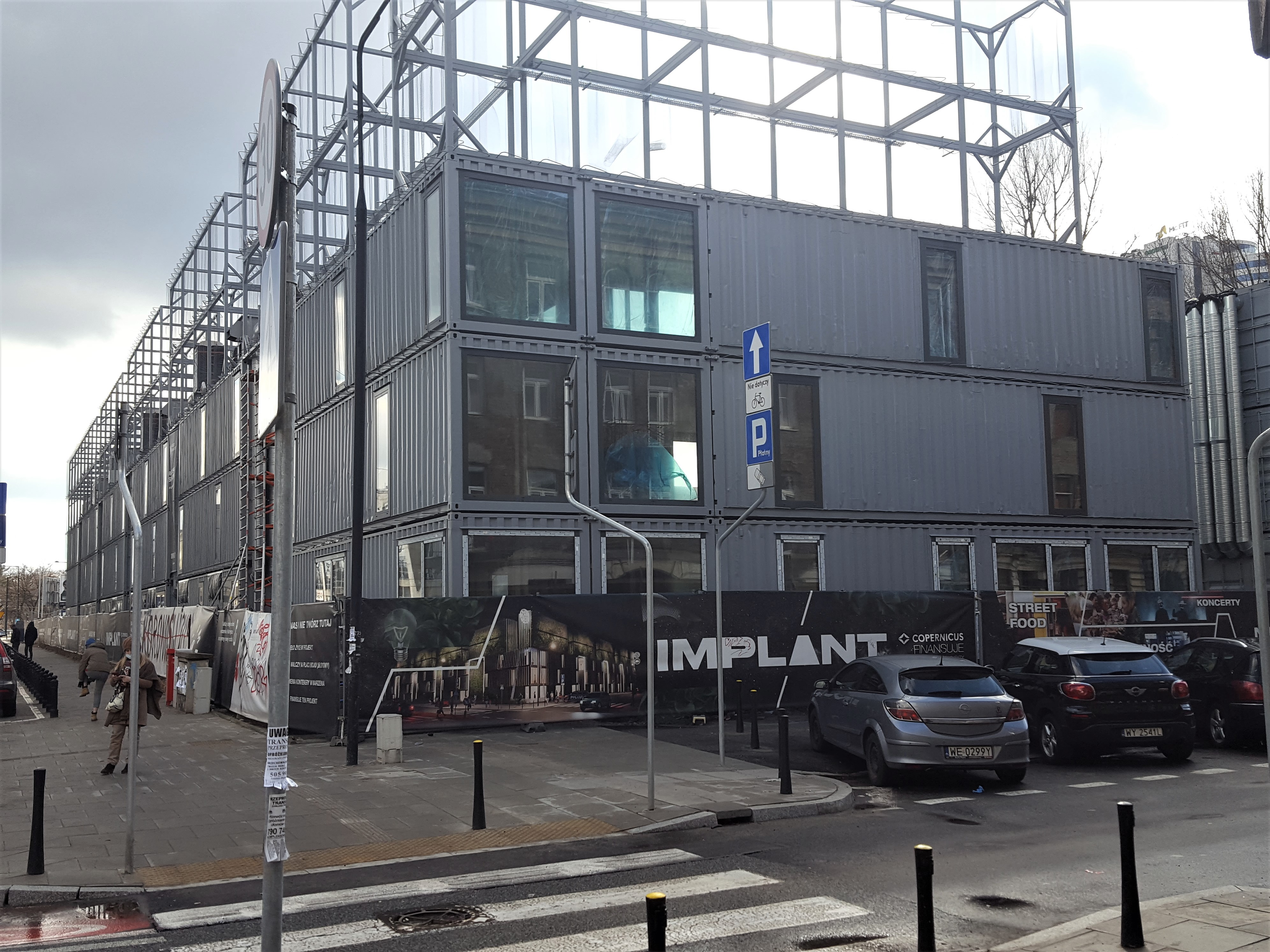
Der nicht fertiggestellte Multifunktionskomplex „Implant“

Nach dem Krieg wurde ein kleinerer Gebäudeteil des östlichen Büroflügels (an der Ulica Chmielna) wieder aufgebaut, der Rest abgerissen. Eine Nutzung als Bahnhof fand nicht statt. Das wiederaufgebaute Gebäude diente der Briefsortierung und wurde 2006/2007 abgerissen. Das brach liegende Gelände wurde teilweise verkauft und von Investoren bebaut (z. B. Warta Tower) der Ostbereich (an der Ulica Żelazna) befindet sich noch immer im Besitz der Poczta Polska. Das Staatsunternehmen plante in den 2000er Jahren, hier in einem neu zu errichtenden Bürogebäude mit sechs oberirdischen Geschossen seinen Hauptsitz zu beziehen, da die bisherige Zentrale an der im Zentrum gelegenen Ulica Świętokrzyska zu klein geworden war und verkehrstechnisch ungünstig lag.
Im Oktober 2005 gab die Post die Ergebnisse eines Architekturwettbewerbs für den Bau des neuen Büros bekannt. 17 Architekturbüros hatten teilgenommen, der Gewinnerentwurf stammte von Mirosław Jednacz. Die Baukosten wurden mit 70 Millionen Złoty beziffert. Die Zentralen von Poczta Polska, Bank Pocztowy, der Versicherungsgesellschaft Pocztowe Towarzystwo Ubezpieczeń Wzajemnych und der Pensionskasse Pocztylion sollten einziehen. Die Planung sah eine Fertigstellung des Gebäudes im Jahr 2008 vor. Der Neubau scheiterte an der Finanzierung. Der Sitz der Zentrale wurde in einen Gebäudekomplex im Stadtteil Służewiec (Stadtbezirk Ursynów) verlegt.
Nachdem ein zwischenzeitlich geplanter Verkauf des Grundstückes an der Ulica Żelazna gescheitert war, wurde es im Jahr 2017 an das Unternehmen Nowa Epoka Handlu verpachtet, welches hier einen temporären, aus Seefracht-Containern bestehenden, multifunktionalen Wohn-, Arbeits- und Unterhaltungskomplex errichten wollte – das „Implant“. Die von Jakub Szczęsny entworfene Anlage sollte aus 272 vorgefertigten und bewachsenen Container-Elementen bestehen, die in drei Flügeln und bis zu vier Geschosse hoch miteinander verbunden sein sollten. Neben 80 zu vermietenden Wohncontainern und vielen Restaurants sollten ein Kindermuseum betrieben und Konzerte und sonstige Aufführungen veranstaltet werden. Das Konzept setzte auf ökologische Nachhaltigkeit. Die Fassaden der Container wurden mit Titanfarbe gestrichen, die Smog neutralisieren soll; auf den Dächern sollten Gärten entstehen. Photovoltaikanlagen wurden installiert und einzelne Module wurden mit ökologischen Wärmepumpen ausgestattet. Wasser soll in einem Rückhaltebehälter aufgefangen und zum Gießen der Pflanzen verwendet werden. Mittels eines Aquaponik-Systems sollte Fischzucht in Kombination mit dem Anbau von Gemüse verbunden werden. Die Anlage wurde nicht fertiggestellt und ist derzeit ungenutzt.
Auf dem westlichen Teil des ehemaligen Bahnhofsgeländes steht der im Jahr 2000 fertiggestellte 82 Meter hohe Warta Tower der polnischen Versicherungsgesellschaft TUiR Warta.